# Metepsilonema hagmeieri
Metepsilonema hagmeieri is een rondwormensoort uit de familie van de Epsilonematidae. De wetenschappelijke naam van de soort is voor het eerst geldig gepubliceerd in 1924 door Stauffer.